# 智慧
智慧，未有一致或常見的定義與標準，但可指結構具高複雜性的生物或電腦所具有的基于或仿於神經系統（物质基础）之大腦額葉與邊緣系統為主的一种综合的機能、功能與互動狀態，包含有：感知（含感覺和知覺）、注意、记忆（含感覺記憶、短期記憶/工作記憶、長期記憶之中的外顯記憶（含情節記憶、語意記憶）和內隱記憶/程序記憶，相關於遺忘）、理解、联想、想像（含心像）、情感、共情（情緒共鳴）、感覺統合、動作計劃、逻辑、語言/符號化、辨别、计算、分析、判断、文化、中庸、包容、决定等多种能力。智慧让人可以深刻地理解人、事、物、社会、宇宙、现状、过去。
与智力不同，智慧表示較可達到個體及群體的預定目標，是為人處事之道，与“形而上者谓之道”有异曲同工之处，智力是“形而下者谓之器”。智慧使我们做出导致如願的决策。有智慧的人称为智者。

## 各學派見解
牟宗三認為，「智慧」與「知識」不同。得靠智慧為歷史方向，有這個智慧，思考就中肯；能中肯，事情就成功。沒有這個智慧，分明當這樣做而偏不做，步驟一定錯亂，走不上軌道，最後必定失敗。:118

### 佛教
分别智，平等慧。

## 延伸阅读
[在维基数据编辑]
 《欽定古今圖書集成·理學彙編·學行典·智部》，出自陈梦雷《古今圖書集成》
1. Sternberg, R. & Gluck, J. (2021). Wisdom: The Psychology of Wise Thoughts, Words, and Deeds (Cambridge: Cambridge University Press). https://doi.org/10.1017/9781108894296
2.Sternberg, R. & Gluck, J. (2022). The Psychology of Wisdom (Cambridge: Cambridge University Press). https://doi.org/10.1017/9781009085724
3. Tsai, C. (2023). Wisdom: A Skill Theory (Cambridge: Cambridge University Press). https://doi.org/10.1017/9781009222884
4. Kekes, J. (2020). Wisdom: A Humanistic Conception (Oxford: Oxford University Press). https://doi.org/10.1093/oso/9780197514047.001.0001